# Thermobrachium
Thermobrachium è un genere di batterio appartenente alla famiglia delle Clostridiaceae.